# Monte Alegre (Sao Tomé-et-Principe)
Pour les articles homonymes, voir Monte Alegre.
Monte Alegre (ou Montalegre) est une localité de Sao Tomé-et-Principe située au nord-ouest de l'île de Principe. C'est une ancienne roça.

## Population
Lors du recensement de 2012, 81 habitants y ont été dénombrés.

## Roça
Située à proximité d'une colline, le morro Estanduarte, elle était reliée à sa roça-siège par une ligne de chemin de fer.